# Supercopa Russa de Voleibol Masculino de 2023
A Supercopa Russa de Voleibol Masculino de 2023 foi a 16.ª edição desta competição organizado anualmente pela Federação Russa de Voleibol (em russo:  Всероссийская федерация волейбола, VFV). A competição ocorreu no dia 28 de outubro, na cidade de Cazã. O evento foi realizado em homenagem à memória de Vyacheslav Zaytsev, ex-voleibolista russo que representou a União Soviética em três edições dos Jogos Olímpicos. Durante sua carreira, ele conquistou um ouro olímpico em 1980, além de dois títulos mundiais (1978 e 1982).
A equipe do Zenit Kazan assegurou seu nono título da Supercopa Russa após impor uma vitória de 3–0 sobre o Dínamo Moscou.

## Formato da disputa
A competição foi disputada em partida única, válida pela terceira rodada da Superliga Russa de 2023–24.

## Local da partida
| Cazã, Rússia               |
| -------------------------- |
| Centro de Voleibol de Cazã |
|                            |
| Capacidade: 5 166          |

## Equipes participantes
| Equipe        | Cidade | Qualificação                                                      | Última participação |
| ------------- | ------ | ----------------------------------------------------------------- | ------------------- |
| Dínamo Moscou | Moscou | Campeão da Superliga Russa de 2022–23 e da Copa da Rússia de 2022 | 2022                |
| Zenit Kazan   | Cazã   | Vice-campeão da Superliga Russa de 2022–23                        | 2022                |

## Resultado
| Data   | Hora  |             | Placar |               | Set 1 | Set 2 | Set 3 | Set 4 | Set 5 | Total | Relatório |
| ------ | ----- | ----------- | ------ | ------------- | ----- | ----- | ----- | ----- | ----- | ----- | --------- |
| 28 out | 19:00 | Zenit Kazan | 3–0    | Dínamo Moscou | 25–23 | 25–22 | 25–17 |       |       | 75–62 | Relatório |

## Premiação
| Supercopa Russa de 2023          |
| -------------------------------- |
| Zenit Kazan Campeão (9.º título) |